# Espasmo cadavérico
El espasmo cadavérico es una forma rara de endurecimiento muscular que ocurre en el momento de la muerte, persiste hacia el periodo de rigor mortis y puede ser confundido con rigor mortis. La causa es desconocida, pero es usualmente asociada con muertes violentas que ocurren bajo circunstancias extremadamente físicas con intensa emoción.

## Manifestación
El espasmo cadavérico puede afectar todos los músculos en el cuerpo, pero típicamente solo afecta grupos como los antebrazos o manos. El espasmo cadavérico es visto en casos de víctimas de ahogamiento cuando hierba, maleza, raíces u otros materiales están aferrados y proveen evidencia de vida en el momento de entrada al agua. El espasmo cadavérico a menudo cristaliza la última actividad que la persona realizó antes de la muerte y es por lo tanto significativo en investigaciones forenses, por ejemplo si se está sosteniendo un cuchillo o un arma de fuego fuertemente.

## Mecanismo Fisiológico
Se requiere adenosín trifosfato (ATP) para recaptar calcio en el retículo sarcoplásmico (RS) del sarcómero. Cuando un músculo es relajado, las cabezas de la miosina son devueltas a su posición de "alta energía", listas y esperando para que se disponga de un sitio de agrupamiento en el filamento de actina. Debido a que no hay ATP disponible, los iones de calcio previamente liberados no pueden regresar al RS. Estos iones de calcio sobrantes se mueven dentro del sarcómero y eventualmente encuentran su camino hacia el sitio de agrupamiento en la proteína regulativa del pequeño filamento. Debido a que la cabeza de miosina está lista para agruparse, no se requiere un gasto adicional de ATP y el sarcómero se contrae.
Cuando este proceso ocurre a mayor escala, el endurecimiento asociado con rigor mortis puede ocurrir. Ocurre principalmente durante altos usos de ATP. A veces, los espasmos cadavéricos pueden ser asociados con la asfixia erótica que resulta en muerte.